# 山家望
山家 望（やまいえ のぞみ、1987年 - ）は、日本の小説家。東京都生まれ。武蔵野美術大学卒業、東京藝術大学大学院修了。

## 経歴
2021年、「birth」で第37回太宰治賞を受賞して小説家デビュー。

## 作品リスト

### 単行本
- 『birth』（2021年11月 筑摩書房）
  - birth - 『太宰治賞2021』
  - 彼女がなるべく遠くへ行けるように[3] - 『太宰治賞2018』

### 単行本未収録作品
小説
- 「そのあわい」 - 『群像』2022年3月号
- 「紙の山羊」 - 『文學界』2023年1月号

エッセイ
- 「はまぐりの話[4]」 - 『群像』2021年11月号

書評
- 「文一の本棚 堀江敏幸『燃焼のための習作』」 - 『群像』2024年1月号